# Fabricio Mori
Fabricio Mori (Livorno, Italia, 28 de junio de 1969) es un atleta italiano, especialista en la prueba de 400 m vallas, en la que ha logrado ser campeón mundial en 1999.

## Carrera deportiva
En el Mundial de Sevilla 1999 ganó la medalla de oro en los 400 metros vallas, con un tiempo de 47.72 segundos, por delante del francés Stéphane Diagana y el suizo Marcel Schelbert (bronce).
Dos años más tarde, en el Mundial de Edmonton 2001 ganó la plata en la misma prueba, con un tiempo ligeramente inferior al anterior 47054 segundos, quedando tras el dominicano Félix Sánchez y por delante del japonés Dai Tamesue.